# George Barker (Botaniker)
George Barker (* 1776; † 6. Dezember 1845 in Springfield) war ein englischer Rechtsanwalt und Gärtner.
Sein botanisches Autorenkürzel lautet „Barker“.

## Leben und Wirken
Barker besaß eine Gärtnerei in Springfield. Am 6. Juni 1839 wurde Barker zum Mitglied („Fellow“) der Royal Society gewählt. Er gehörte 1800 zu den sechs Gründungsmitgliedern der Birmingham Philosophical Society (später Birmingham Philosophical Institution).
George Beauchamp Knowles und Frederic Westcott benannten ihm zu Ehren die Gattung Barkeria Knowles & Westc. (1838) der Orchideen (Orchidaceae).